# Некроскоп
«Некроско́п» — книжная серия писателя в жанре фантастических ужасов Брайана Ламли, появившееся в 1986 году. Это произведение в одночасье сделало писателя знаменитым.

## Серия
Состоит из 17 частей, из которых на русский язык были переведены лишь пять:
- Некроскоп
- Некроскоп 2: Вамфири
- Некроскоп 3: Источник
- Некроскоп 4: Голос мертвых
- Некроскоп 5: Тварь внутри тебя

Серия мистических романов о вампирах спровоцировала появление целой одноимённой отрасли в индустрии комиксов, сувенирной продукции и ролевых игр.

## Сюжет
Главный герой романа Гарри Киф — человек, который с детства открыл в себе способности разговаривать с мёртвыми. На протяжении молодости они обучали его всему. Когда он вырос, он начал сотрудничать с британской разведкой, противостоял КГБ, у которых козырной картой был некий Борис Драгошани обладающий способностями некроманта (силой вытягивать сведения из мёртвых).

## Издания на русском
- Издательства: Золотой век, Диамант, 1997 г./ISBN 5-89215-013-5
- Издательства: Домино, Эксмо, 2004 г./ISBN 5-699-07076-1, 0-345-36789-8